# Jaskinia w Ciężkowicach Druga
Jaskinia w Ciężkowicach Druga, Jaskinia w Ciężkowicach II, Jaskinia Krótka – jaskinia w rezerwacie przyrody Skamieniałe Miasto w Ciężkowicach, w województwie małopolskim, w powiecie tarnowskim. Pod względem geograficznym znajduje się na Pogórzu Ciężkowickim będącym częścią Pogórza Środkowobeskidzkiego.
Znajduje się w niewielkim skalnym murze około 20 m powyżej skały Warownia Górna. Szeroki, ale niski otwór jaskini znajduje się na poziomie ziemi pod okapem. Za otworem jest szczelina o wysokości 2,5 m, szerokości od 0,5 do 1 m i długości 7 m oraz trzymetrowej wysokości kominek, przez który również można wejść do jaskini.
Jaskinia wytworzyła się w piaskowcu ciężkowickim i jest pochodzenia grawitacyjnego. Na jej dnie znajduje się gruz. Jest w całości ciemna. W miejscach, w których silniej spływa woda, na ścianach i stropie tworzą się nacieki, a zimą lodowe stalaktyty. Brak roślin, ze zwierząt obserwowano liczne pająki i motyle.
Wcześniej nie była zwiedzana – otwór został odkopany dnia 12 sierpnia 1987 r. przez T. Mleczek i T. Kałużę (Speleoklub Dębicki).
Jaskinię odkryli T. Mleczek i T. Kałuża. 12 sierpnia 1987 r. odkopali jej otwór i sporządzili dokumentację. Plan jaskini wykonał T. Mleczek.

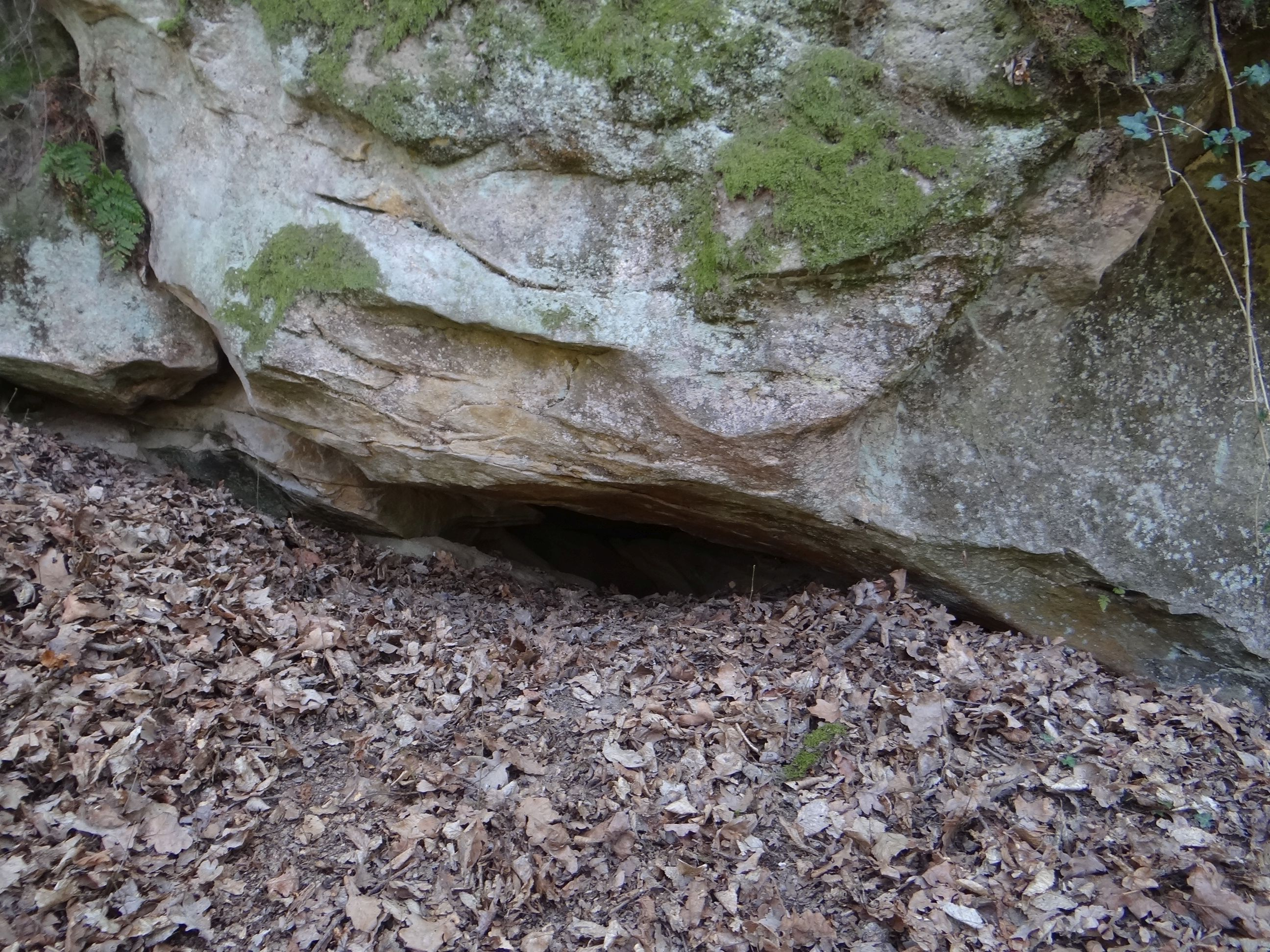
Otwór jaskini